# Морено, Жерар
Жерар Морено Балагеро (исп. Gerard Moreno Balagueró; род. 7 апреля 1992, Санта-Перпетуа-де-Могода) — испанский футболист, нападающий клуба «Вильярреал» и сборной Испании. Полуфиналист чемпионата Европы 2020 года.

## Клубная карьера
Родившийся в городке Санта-Перпетуа-де-Могода (провинция Барселона, Каталония), Жерар начинал играть в футбол в молодёжной команде местного клуба «Бадалона». В 2010 году он перешёл в «Вильярреал». Первое время он играл за третью команду клуба в любительской Терсере, где отличался поразительной результативностью. 5 марта 2011 года, в возрасте 18 лет, он дебютировал на профессиональном уровне, выйдя на замену в конце матча в составе «Вильярреала Б» в его домашнем поражении (1:2) от мадридского «Райо Вальекано» в рамках Сегунды;.
10 декабря 2011 года отметился первым голом на профессиональном уровне, поучаствовав в домашней победе «Вильярреала Б» (3:1) над клубом «Херес». Год спустя Морено провёл первый официальный матч в составе главной команды «Вильярреала», выйдя в стартовом составе. Игра закончилась поражением 0:1 от «Эльче»;. 25 января 2013 года он впервые отличился за «Вильярреал», который выиграл 3:0 у «Сабаделя».
«Вильярреал» по итогам сезона 2012/13 вышел в Примеру, а Морено 8 июля 2013 года на правах аренды перешёл в клуб Сегунды «Мальорка».
В сезоне 2014/15 он вернулся в «Вильярреал», выступающий в Примере и Лиге Европы. 14 сентября 2014 года состоялся дебют Морено на высшем уровне: он вышел в стартовом составе команды в гостевой игре против «Гранады» (0:0) и был заменён на 63-й минуте. 10 дней спустя в гостевом матче против «Эйбара» (1:1) Морено забил свой первый гол в Примере, на 71-й минуте сравняв счёт.
13 августа 2015 года подписал пятилетний контракт с «Эспаньолом». 12 июня 2018 года вновь вернулся в «Вильярреал», который заплатил за него 20 млн евро. 50 % прав на игрока остались у «Эспаньола».

## Статистика

#### Клубная
| Клуб                    | Сезон                   | Национальный чемпионат  | Национальный чемпионат | Национальный чемпионат | Национальные кубки | Национальные кубки | Еврокубки | Еврокубки | Всего | Всего |
| Клуб                    | Сезон                   | Лига                    | Игры                   | Голы                   | Игры               | Голы               | Игры      | Голы      | Игры  | Голы  |
| ----------------------- | ----------------------- | ----------------------- | ---------------------- | ---------------------- | ------------------ | ------------------ | --------- | --------- | ----- | ----- |
| Вильярреал С            | 2010/11                 | Терсера                 | 39                     | 34                     | 0                  | 0                  | 0         | 0         | 39    | 34    |
| Всего за «Вильярреал С» | Всего за «Вильярреал С» | Всего за «Вильярреал С» | 39                     | 34                     | 0                  | 0                  | 0         | 0         | 39    | 34    |
| Вильярреал B            | 2010/11                 | Сегунда                 | 1                      | 0                      | 0                  | 0                  | 0         | 0         | 1     | 0     |
| Вильярреал B            | 2011/12                 | Сегунда                 | 4                      | 1                      | 0                  | 0                  | 0         | 0         | 4     | 1     |
| Вильярреал B            | 2012/13                 | Сегунда B               | 24                     | 12                     | 0                  | 0                  | 0         | 0         | 24    | 12    |
| Всего за «Вильярреал В» | Всего за «Вильярреал В» | Всего за «Вильярреал В» | 29                     | 13                     | 0                  | 0                  | 0         | 0         | 29    | 13    |
| Вильярреал              | 2012/13                 | Сегунда                 | 14                     | 3                      | 0                  | 0                  | 0         | 0         | 14    | 3     |
| Вильярреал              | 2014/15                 | Ла Лига                 | 26                     | 7                      | 6                  | 5                  | 7         | 4         | 39    | 16    |
| Всего за «Вильярреал»   | Всего за «Вильярреал»   | Всего за «Вильярреал»   | 40                     | 10                     | 6                  | 5                  | 7         | 4         | 53    | 19    |
| Мальорка                | 2013/14                 | Сегунда                 | 31                     | 11                     | 1                  | 1                  | 0         | 0         | 32    | 12    |
| Всего за «Мальорку»     | Всего за «Мальорку»     | Всего за «Мальорку»     | 31                     | 11                     | 1                  | 1                  | 0         | 0         | 32    | 12    |
| Эспаньол                | 2015/16                 | Ла Лига                 | 32                     | 7                      | 4                  | 0                  | 0         | 0         | 36    | 7     |
| Эспаньол                | 2016/17                 | Ла Лига                 | 37                     | 13                     | 1                  | 0                  | 0         | 0         | 38    | 13    |
| Эспаньол                | 2017/18                 | Ла Лига                 | 38                     | 16                     | 6                  | 3                  | 0         | 0         | 44    | 19    |
| Всего за «Эспаньол»     | Всего за «Эспаньол»     | Всего за «Эспаньол»     | 107                    | 36                     | 11                 | 3                  | 0         | 0         | 118   | 39    |
| Вильярреал              | 2018/19                 | Ла Лига                 | 35                     | 8                      | 3                  | 1                  | 11        | 4         | 49    | 13    |
| Вильярреал              | 2019/20                 | Ла Лига                 | 35                     | 18                     | 2                  | 2                  | 0         | 0         | 37    | 20    |
| Вильярреал              | 2020/21                 | Ла Лига                 | 27                     | 20                     | 1                  | 0                  | 9         | 6         | 37    | 26    |
| Всего за «Вильярреал»   | Всего за «Вильярреал»   | Всего за «Вильярреал»   | 97                     | 46                     | 6                  | 3                  | 20        | 10        | 123   | 59    |
| Всего за карьеру        | Всего за карьеру        | Всего за карьеру        | 343                    | 150                    | 24                 | 12                 | 27        | 14        | 394   | 176   |

## Достижения

### Командные
«Вильярреал»
- Победитель Лиги Европы УЕФА: 2020/21

### Личные
- Обладатель трофея Сарры: 2019/20, 2020/21
- Лучший бомбардир Лиги Европы УЕФА 2020/21: 7 голов[11]
- Команда сезона Лиги Европы УЕФА: 2020/21[12]